# کارونگا کیتا
کارونگا کیتا (انگلیسی: Karounga Keïta; ۲۲ اوت ۱۹۴۲ – ۵ مارس ۲۰۲۳) بازیکن و سرمربی فوتبال اهل مالی بود.
از باشگاه‌هایی که در آن بازی کرده است می‌توان به باشگاه ورزشی جولیبا و باشگاه فوتبال بوردو اشاره کرد.